# اسپاستیسیتی
اِسپاستیسیتی (Spasticity) نوعی تغییر عملکرد عضلات اسکلتی با ترکیبی از فلج، افزایش فعالیت رفلکس تاندون و هایپرتونی است. این عارضه در محاوره، با عنوان «سفتی» یا «کشش» غیرمعمول ماهیچه‌ها نیز گفته می‌شود.
از نظر بالینی، اسپاستیسیتی ناشی از نابودی مهار نورون‌های حرکتی است که باعث انقباض بیش از حد وابسته به کشش ماهیچه‌ای می‌شود. این رخداد، در نهایت منجر به هایپررفلکسی، نوعی رفلکس عمیق تاندون می‌شود. اسپاستیسیتی اغلب با داروی باکلوفن درمان می‌شود که به‌عنوان یک آگونیست در گیرنده‌های گاما آمینوبوتیریک اسید (GABA) که مهارکننده هستند عمل می‌کند.
فلج مغزی اسپاستیک، شایع‌ترین شکل فلج مغزی است که شامل گروهی از مشکلات حرکتی دائمی است که با گذشت زمان، بدتر نمی‌شوند. اقدامات بازدارندهٔ گاما آمینوبوتیریک اسید به اثربخشی باکلوفن به‌عنوان یک عامل ضد اسپاسم کمک می‌کند.

## علت
اسپاستیسیتی بیشتر در اختلالات دستگاه عصبی مرکزی (CNS) که نورون‌های حرکتی فوقانی را به‌شکل یک ضایعه تحت تأثیر قرار می‌دهند، مانند دایپلژی اسپاستیک یا سندرم نورون حرکتی فوقانی رخ می‌دهد و همچنین می‌تواند در انواع مختلف ام‌اس نیز وجود داشته باشد.
اسپاستیسیتی در شرایطی مشاهده می‌شود که مغز و/یا نخاع آسیب دیده یا به‌طور طبیعی رشد نمی‌کنند. این آسیب‌ها و مشکلات، عبارت‌اند از فلج مغزی، ام‌اس، آسیب نخاعی و آسیب مغزی اکتسابی.

## پژوهش‌ها
سلول‌های دابل‌کورتین مثبت، مشابه سلول‌های بنیادی، زمانی که از مغز استخراج می‌شوند، کشت داده شده و سپس در ناحیهٔ آسیب‌دیدهٔ همان مغز تزریق می‌شوند و می‌توانند به ترمیم و بازسازی آن کمک کنند. این روش البته، نیاز به بررسی‌های بیشتری برای کاربری گستردهٔ درمانی دارد.